# مسد
مَسَد صد و یازدهمین سوره از قرآن بنا بر ترتیب مصحف عثمانی است که به نام‌های سوره تبت و سوره ابی‌لهب نیز شناخته می‌شود. این سوره پنج آیه دارد و در سال سوم یا چهارم بعثت بیان شده‌است و در مکی بودن این سوره، اختلافی نیست.
بر اساس ترتیب نزول مشخص‌شده توسط محمدهادی معرفت، که بر مبنای روایت ابن‌عباس تدوین شده، سورهٔ مسد ششمین سورهٔ نازل‌شده بر محمد است، که پس از سوره حمد و پیش از سوره تکویر نازل شده‌است. مفسران در اینکه سوره مسد دقیقاً در چه زمانی نازل شده‌است، اختلاف دارند؛ برخی نزول این سوره را در ماجرای نزول آیه انذار و دستور به محمد برای آشکار کردن دعوت به نبوت خویش دانسته‌اند و برخی زمان نزول آیه را، پس از دعوت محمد از بنی‌هاشم و در طی یک سخنرانی در کوه صفا دانسته‌اند. اکثر تاریخ‌نگاران متنِ موجود در این سوره را جز متون قدیمی‌تر از مجموعهٔ قرآن می‌دانند.
نام این سوره به معنای طنابی است که از لیف خرما بافته شده باشد. برخی مصاحف با استفاده از اولین کلمه سوره، نام سوره را تبت (به معنای زیانکار باد) گزارش کرده‌اند. بنا بر دیدگاه مفسران مسلمان به جهت تهدید و توبیخ عبدالعزی بن عبدالمطلب، عموی محمد پیامبر اسلام، و همسرش ام‌جمیل نازل شده‌است. به گزارش مورخان مسلمان، عبدالعزی که در سوره از وی به ابولهب یاد شده‌است به همراه همسرش نسبت به اسلام و نبوت محمد مخالفت شدیدی از خود نشان داد. آنها برای دشمنی با محمد، از هیچ کاری دریغ نداشتند و به آزار وی پرداختند. همین دشمنی‌های شدید سبب شد تا او و همسرش، با کنایه در قرآن مورد اشاره قرار گیرند. اما قرآن پژوهان مدرن در خصوص شخص مورد نظر در این سوره مردد هستند و برخی آن را نفرین یک شخص دوزخی به‌طور عام (پدر آتش) و به یک فرد خاص، تلقی کرده‌اند.
سوره با عبارت تبت آغاز شده که نوعی نفرین محسوب می‌گردد و لحنی توبیخی را بیانگر است. تفاسیر در اینکه معنای کلمه «ید» در آیه، دستان واقعی ابولهب است یا اینکه منظور تعبیری از قدرت و توانایی وی می‌باشد، اختلاف دارند و هر یک احتمالاتی را مطرح کرده‌اند. همچنین تفاسیر در اینکه منظور از «مال» در آیه دوم، اموال و ثروت‌های واقعی ابولهب است یا آنکه منظور فرزندان وی بوده‌است نیز، احتمالات مختلفی را بیان داشته‌اند. از دیگر مواردی که در بین مفسرین، اختلاف نظراتی را پیش آورده‌است، علت تعبیر قرآن از همسر ابولهب به هیزم‌کش است. بر اساس آنچه تاریخ نقل می‌کند ام جمیل فردی ثروتمند بوده که هرگز به کارهایی چون هیزم‌کشی نپرداخته‌است؛ بنابراین مفسرین تأویل و تفسیرهایی را برای این آیه مطرح کرده‌اند. همچنین مفسرین در واژه «مسد» نیز اختلاف کرده‌اند که آیا منظور از آن، لیف خرما بوده یا آنکه منظور زنجیرهای آتشین جهنمی است.

## نام‌ها
این سوره با نام‌های «مَسَد»، «تَبَّت» و «اَبی‌لَهَب» شناخته می‌شود. اکثر مصحف‌ها و تفاسیر، این سوره را به اولین کلمه آن — «تبت» به معنای «زیانکار باد» — نام داده‌اند، ولی برخی مصحف‌ها هم این سوره را «مسد» نامگذاری کرده‌اند. نام «سوره ابی‌لهب» از جانب چند تفسیر قرآن، به عنوان نام دیگری برای این سوره یاد شده‌است. در این بین ابوحیان اندلسی، مفسر و نحوی اهل سنت در قرن هفتم، نام سوره را «سورة اللهب» گزارش کرده که غیر از او، کسی چنین نامی را گزارش نکرده‌است. در مصاحف ایرانی، هندی و افغانی، نام «تبت» برای این سوره برگزیده شده‌است و در مصحف امیری «المسد» و در مصحف سلطانی، «اللهب» به عنوان نام این سوره آمده‌است.
راغب اصفهانی، لغت‌شناس اهل سنت، دربارهٔ معنای «مسد» معتقد است که مسد را به طنابی گویند که از جنس پوست (لیف) درخت خرما بافته شده‌باشد. به گفتهٔ وی وقتی عرب‌ها عبارت «فیُمسَدُ» را استعمال می‌کنند، که قصد داشته باشند در هم پیچیدن چیزی را برسانند. وی معنای عبارت «امراةٌ مَمسُودَةٌ» را زنی دانسته که به جهت در هم پیچیدگی عضلات و اندامش، مانند طناب در هم پیچیده‌است. سید علی خان، نحوی شیعه، نیز مسد را به معنای طنابی که از لحاظ زبری، همانند لیف خرما و از جهت سنگینی همچون آهن است، دانسته و علت آن که با عنوان مسد از طناب یاد می‌شود را، درهم پیچیدگی زیاد طناب دانسته‌است. دانشنامه قرآن، منظور از مسد در سوره را یکی از عذاب‌های جهنم بیان می‌کند.

## محتوا و ساختار
این سوره مشتمل بر ۵ آیه، ۲۰ کلمه و ۷۹ یا ۷۷ حرف است که متن آن به شرح ذیل است:
﴿بِسمِ الله الرَّحمنِ الرَّحیمِ، تَبَّت یَدَا أَبی لَهَبٍ وَ تَب﴾ ۱ ﴿مَا أَغْنی عَنْهُ مَالُهُ وَ مَا کسب﴾ ۲ ﴿سیَصلی نَاراً ذَات لهَبٍ﴾ ۳ ﴿وَ امْرَأَتُهُ حَمَّالَةَ الْحَطبِ﴾ ۴ ﴿فی جِیدِهَا حَبْلٌ مِّن مَّسدِ﴾ ۵
بهاءالدین خرمشاهی، مترجم شیعه، در ترجمه این سوره آورده‌است:
﴿به نام خداوند بخشنده مهربان، زیانکار باد دستان ابولهب، و خود او هم زیانکار شد﴾ ۱ ﴿مالش و دستاوردش به کارش نیامد﴾ ۲ ﴿زود است که به آتشی شعله‌ور درآید﴾ ۳ ﴿و زنش هیزم‌کش [و آتش‌افروز معرکه] است﴾ ۴ ﴿و ریسمانی از لیف خرمای تافته بر گردن دارد﴾ ۵
امید مجد، مترجم و شاعر ایرانی، در ترجمه سوره مسد به نظم، چنین سروده‌است:
| سرآغاز گفتار، نام خداست   |  | که رحمت‌گر و مهربان خلق راست   |
| دو دست ابی‌لهب، آن مرد خار |  | بشد قطع بر امر پروردگار       |
| نشاید کند دفع از وی عذاب  |  | فزونی اموال، روز حساب         |
| بزودی بیفتدبه نار سقر     |  | فتد داخل آتشی شعله‌ور          |
| زنش نیز هیزم‌کشی مضطر است  |  | به گردن، وِ را لیف خرما در است |

ساختار درختی محتوای این سوره نیز چنین است:

## زمان بیان و موضوع سوره

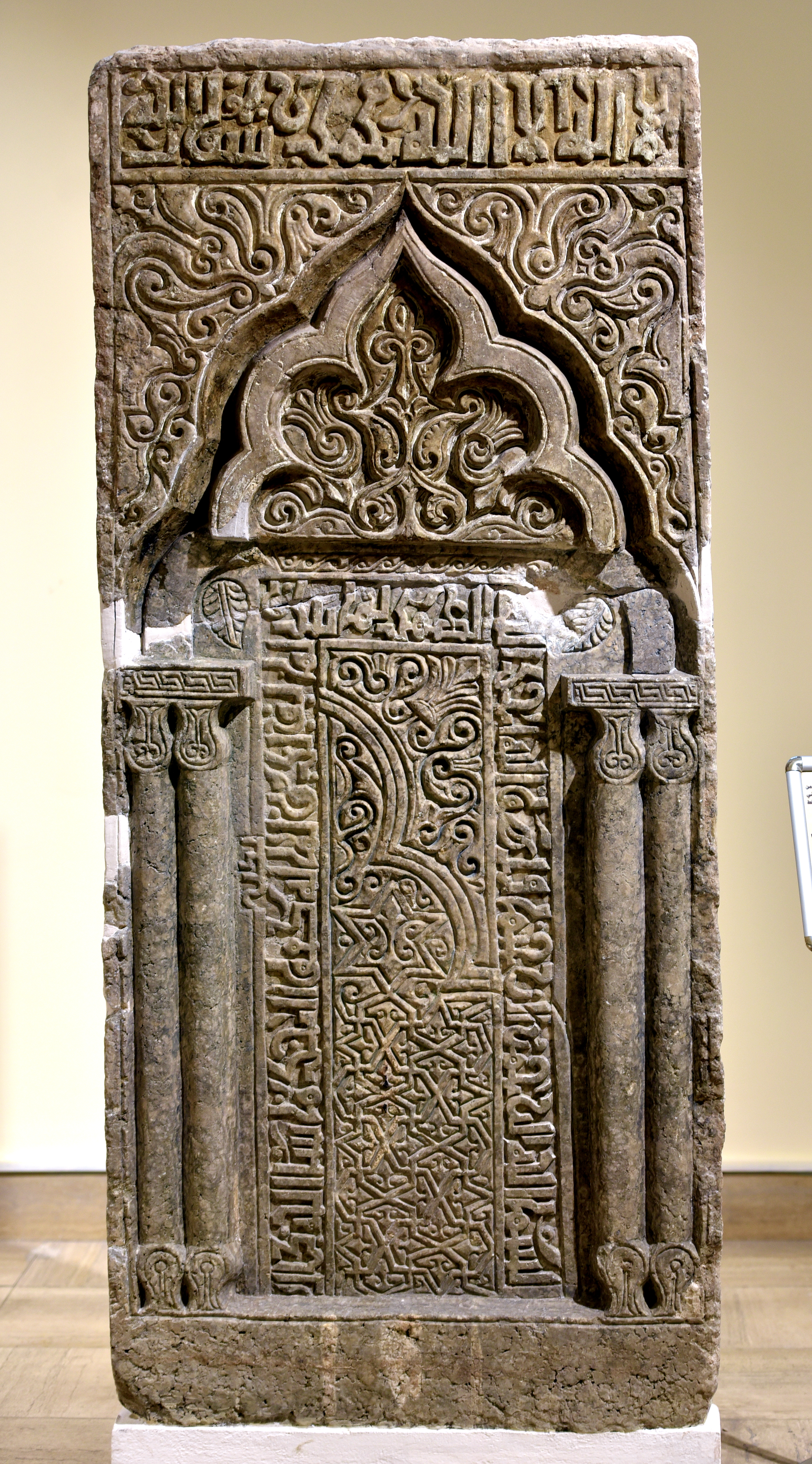
کتیبهٔ محراب آرامگاه امام عبدالرحمن در موصل، که به خط کوفی در بالای آن عبارت «لا اله الا الله» نوشته شده و در پایین آن سورهٔ مسد نقش بسته‌است. این کتیبه در موزه‌ای در عراق نگهداری می‌شود.

به شکل عام، در بررسی و تحلیل سیرِ زمانی پیدایش و شکل‌گیری قرآن، و به شکل خاص در مورد سورهٔ مسد، دو دیدگاه وجود دارد: نخست بر اساس سنتی که چند قرن پس از درگذشت محمد شکل‌گرفته، یعنی سنتِ متاخرِ «اسبابِ نزول» که به دنبال ارتباط بین متن مورد نظر با زندگی محمد است، نزدِ مومنینِ مسلمان، این سوره متعلق به نخستین بخش از زندگی محمد، یعنی در مکه است. گروه دوم نگاهی ناظر بر متن دارند و به دنبال فهمِ خودِ متنِ قرآن و سوره‌های آن، از جمله «مسد» هستند.

### دیدگاه تفسیرِ سنتی مسلمانان
در موردِ گروهِ نخست، بر اساس باورِ سنتی که متن را بر داستان‌های مسلمین در ارتباط با «اسباب نزول» می‌فهمد، این سوره در ارتباط با «ابولهب»، عموی محمد «نازل» شده‌است. طباطبایی، مفسر شیعه در تفسیر خود معتقد است سورهٔ تبت در مکه نازل شده و به عنوان تهدیدی سنگین و مهم برای ابولهب به همراه همسرش بوده‌است. آن طور که در صحیح بخاری، منبع روایی اهل سنت، و روایتی که در مجمع البیان، از تفاسیر شیعه آمده‌است، روزی محمد به بالای کوه صفا رفته و پس از سخنرانی کوتاهی، از عذاب الهی و دعوت به نبوت خویش سخن گفت؛ در این لحظه ابولهب با عبارت «تبا لک؛ خسران و هلاکت بر تو باد!» اقدام به بیزاری از وی کرد. پس از آن، خدا این سوره را نازل کرد. بنابر گزارشی که طبری، مفسر و تاریخ‌دان اهل سنت، در تاریخش و ابوسعد خرگوشی، مفسر اهل سنت، در تفسیرش از ابن‌عباس و ابومالک نقل کرده‌اند، پس از سه سال از بعثت محمد و با نزول آیه انذار، محمد چهل تن از بزرگان بنی‌هاشم را دعوت کرده و آنان را اطعام نموده‌است و در آن ماجرا، معجزه‌ای به آنان نمایان کرد. با این معجزه، ابولهب برخاست و محمد را به جادوگری متهم کرد. در این هنگام سوره مسد نازل شد. طباطبایی، می‌نویسد: پس از آنکه پیامبر اسلام اقدام به دعوت خصوصی برای نبوت خود نمود، اقربین و نزدیکان خود را جمع کرده تا آن‌ها را به نبوت خویش بخواند، پس از دعوت از خانواده، اولین شخصی که به انکار محمد اذعان کرد، ابولهب بود که با عبارت «تبا لک؛ خسران و هلاکت بر تو باد!» از وی بیزاری جست. پس از این ماجرا، سوره تبت در نفرین ابولهب و همسرش نازل شد.
عبدالعزی، فرزند عبدالمطلب، عموی و پدر دو داماد محمد است، که با او دشمنی سرسختانه‌ای داشت. دانشنامه اسلام بریل، ازدواج دو پسر ابولهب با دختران محمد را نشانه ارتباطی صمیمی میان محمد و ابولهب دانسته‌است. او علاوه بر انکار نبوت و دشمنی با وی، به آزار و اذیت محمد نیز اصرار می‌ورزید. وی اولین فرد از خویشان نزدیک محمد بود که در ماجرای دعوت از خویشان توسط محمد، به وی بی‌احترامی کرد و او را انکار نمود. ابن شهرآشوب، مورخ شیعی، و فخر رازی، مفسر سنی مذهب در تفسیر کبیر، به سخن‌چینی و دروغ وی برای تخریب چهرهٔ محمد اشاره دارند. از دیگر اقدامات ابی‌لهب در مبارزه با محمد، که منابع اسلامی همچون طبری در تاریخ خویش، ابن سعد در طبقات، مجلسی در بحارالانوار و ابن کثیر در البدایة و النهایة به آن اشاره کرده‌اند، آسیب رساندن به وی و اجبار فرزندانش به طلاق دختران محمد بوده‌است. بنابر عقیده مسلمانان، ابولهب و همسرش از جمله کسانی است که جهنمی بودنشان حتمی است.
بر اساس ترتیب نزول مشخص‌شده توسط محمدهادی معرفت، که بر مبنای روایت ابن‌عباس تدوین شده، سورهٔ مسد ششمین سورهٔ نازل‌شده بر محمد است، که پس از سوره حمد و پیش از سوره تکویر نازل شده‌است. این ترتیب، مشهورترین ترتیب نزول است که در سرزمین‌های اسلامی متداول است. در ترتیب‌های غیر مشهور نیز ردیف‌های پنجم تا هفتم به این سوره اختصاص دارد.

### دیدگاه تاریخی نقادی
اکثر تاریخ‌نگاران متنِ موجود در این سوره را جز متون قدیمی‌تر از مجموعهٔ قرآن می‌دانند. در تفسیر، برخی از آنها، این سوره را به گونه متفاوت از تفسیرهای سنتی و متاخرِ مومنینِ مسلمان می‌فهمند. پرِمَر بخشی از متن این سوره را غیرقابل فهم می‌داند. از نظر گیوم دی، در متنِ قرآنی که به دست ما رسیده، تقریباً نام هیچ شخصِ تاریخیِ معاصر با محمد وجود ندارد، اما مفسران، برای قابل فهم کردنِ مجموعه متونی که وجود داشته‌است، سعی کرده‌اند متون گردآوری شده را بر اساس زندگی محمد و مراحل آن درک کنند. دی می‌گوید که «یک آیه — آیه نخست سوره مسد — دربارهٔ ابولهب، «پدرِ آتش» صحبت می‌کند که سنت مسلمانان او را عموی پیامبر معرفی می‌کند. با این حال، ما می‌توانیم این سوره را به گونه دیگری بفهمیم: متن به سادگی از مردی صحبت می‌کند (و همسرش)، در آتش جهنم گرفتار شده‌است.» ژان‌وان ریت موردِ ابولهب را نوعی معما می‌داند. نُین‌کیخشِن بر این نظر است که اگر تفسیرهای سنتی و متاخر را کنار بگذاریم، این متن را نه به عنوان نفرین علیه شخصی تاریخی همچون عموی محمد، بلکه به شکل کلی برای یک انسان گناهکار می‌توان فهمید. با بررسی او، صورتِ «پدر + نام» به‌طور عادی در عربی برای تعیینِ شی یا کیفیت استفاده می‌شود؛ به عنوان مثال، «ابو لحیة» که به شکل لغوی به معنای «پدر ریش» است، یک مرد «ریشو» را تصویر می‌کند؛ بنابراین از نظر او، «ابولهب/پدرِ آتش» یا به شکل ادبی «پدر آتش» یک نفرین عمومی برای گناه‌کاران و نه یک شخصِ تاریخی است. کونستلینگر شباهت‌های موازی جالبی را ذکر می‌کند میان محتوای این سوره در مورد نفرین و قطع دستِ ابولهب و نفرین‌هایی که در تلمود بابلی (سنهردین ۵۸ب) و اشاره به قطع دست (نیدا ۱۳ب) وجود دارند.

#### وجه تسمیه ابولهب
نام واقعی ابولهب در منابع مورد اختلاف است، برخی نامش را عبدمناف، برخی دیگر عبدالعزی و گروهی نیز نامش را همان ابولهب دانسته‌اند؛ بر فرض دو حالت اول، در علت استفاده قرآن از لقب «ابولهب» که غیر از لقب اصلی او — یعنی «ابوعتیبه» — بوده‌است، طباطبائی، می‌نویسد که این تعبیر کنایی، با توجه به آیه ﴿سیصلی نارا ذات لهب؛ به زودی در آتشی زبانه‌دار می‌سوزد﴾ به جهنمی بودن وی اشاره دارد، به گونه‌ای که وی همواره در آتش خواهد بود. همچنین ابن عاشور، دانشمند سنی مذهب، در این‌باره احتمال دیگری را مطرح می‌کند که شاید شهرت ابولهب به لقبش بیشتر از نام وی بوده‌است. طبرسی، مفسر شیعه، نیز معتقد است که علت ذکر نکردن نام وی و استفاده از کنیه برای او، به جهت کراهت خدا از ذکر عبارت «عبد» قبل از کلمه «عزی» بوده‌است که نام یکی از بت‌های اعراب جاهلی بوده‌است. به گزارش دانشنامه بریل، نام اصلی وی، ابولهب بوده و علت نامگذاری وی به ابولهب را زیبایی صورت و سرخی دو گونه او — به مانند شعله آتش — ذکر کرده‌است.

#### غزال کعبه
اری ربین استاد دانشگاه تل‌آویو از گروه مطالعات اسلامی و عربی در اسرائیل است که در موضوع تفاسیر اندیشمندان اسلامی، نظرات خاصی را مطرح کرده‌است. بر اساس آنچه وی معتقد است، مفسران مسلمان در مسئلهٔ تفسیر سوره مسد، به واقعهٔ سرقت غزال کعبه اشاره نکرده‌اند. وی معتقد است دلیل این عدم اشاره، کم‌اهمیت بودن این مسئله برای نفرین الهی است. وی در مقاله خود که با عنوان ابولهب و غزال کعبه منتشر کرده‌است، به ماجرای سرقت غزال کعبه اشاره دارد؛ بر اساس این داستان، ابولهب به جهت مشکلات مالی، به همراه چند هم‌دست دیگر، اقدام به سرقت مجسمه غزال طلایی‌ای کردند، که توسط عبدالمطلب از چاه زمزم کشف و به کعبه اهدا شده بود. پس از دزدیدن مجسمه، هم‌دستان اقدام به تکه‌تکه کردن مجسمه کرده و آن را بین خود تقسیم نمودند. با پیگیری‌های «عبدالله بن جدعان» و همراهی جماعتی از بنی‌هاشم از جمله ابوطالب و عباس، سارقان دستگیر شدند و قرار بر قطع دست سارقان شد. پس از محاکمه سارقان، برخی چون ابولهب با پرداخت فدیه به ابوطالب و زبیر، از حکم قطع دست نجات یافتند. بر اساس آنچه اری ربین معتقد است، با مخالفت ابولهب با خدای محمد و آئین او، خاطرهٔ مخالفت ابولهب با غزال مقدس کعبه و سرقت آن در نظر مردم زنده شد. همین امر سبب نزول سورهٔ مسد گردید. بر اساس تفسیر اری ربین، خداوند با نازل کردن سوره مسد، قصد داشت تا به ابولهب و دیگران بفهماند که اگر دیروز ابولهب از مجازات هتک حرمت حرم مقدس الهی گریخت، امروز با وجود جایگاه اجتماعی و ثروت و اندوختهٔ او، دیگر راه فراری برای مجازات نیست.
مجید معارف، استاد دانشگاه ایرانی، در نقد این دیدگاه و تفسیر می‌نویسد: ضمن آن که این گونه تفاسیر بر مبنای روایت که معنای آیه را تحت‌الشعاع قرار می‌دهد، از دیدگاه اسلامی مردود است؛ داستانی که سوره مسد در حال روایت آن است، در بردارندهٔ شخصیت ام جمیل نیز می‌باشد و این در حالی است که در تفسیر ارائه شده و ارتباط داستان غزال کعبه به این سوره، به نقش همسر ابولهب در سرقت اشاره‌ای نشده‌است. از آنجا که سوره‌های کوتاه قرآن، از جمله سورهٔ مسد، به صورت دفعی نازل شده‌اند، نمی‌توان احتمال جدایی آیات مربوط به همسر ابولهب از آیات ابتدایی سوره که مربوط به شخص ابولهب است را جدا دانست. از دیگر نقدهای وارد شده بر ربین، تقدیری است که وی در معنای کلمه «تبت» متصور می‌شود. او کلمه تبت را به معنای قطع گرفته در حالی که تا پیش از قرن سوم، هیچ لغت‌نامه‌ای از معنای قطع برای واژه تبت یاد نکرده‌است. همچنین وجود اشعاری در دوران جاهلیت با معنای تبت به عنوان خسران، شاهدی بر اشتباه ربین در این تفسیر است. باید افزود که در قرآن هرگاه نیاز به افاده معنای قطع بوده‌است، از مادهٔ «ق ط ع» استفاده شده‌است. از دیگر اشکالاتی که معارف بر ربین وارد می‌داند، وجود تعارض‌های فراوانی است که در گفته‌های ربین مشهود است؛ مسائلی چون قانون قطع یک دست از سارق و نفرین به دو دست ابولهب، ادعاهایی دربارهٔ عدم اهمیت بت‌پرستی در سال‌های اولیه اسلام و سوره‌های مکی با مفاهیم مبارزه با بت‌پرستی، تعارض در بیان پیمان‌نامه‌های «حِلف الفُضُول» و «حِلف المُطَیبون» و مواردی از این دست. مهم‌ترین نقدی که بر داستان سرقت غزال کعبه وارد است، مسئله مرسل بودن سند این داستان است؛ به گونه‌ای که در برخی منابع چون ابن حبیب بغدادی، چنین داستانی بدون ذکر هیچگونه سندی بیان شده و در برخی منابع همچون کتاب البلاذری نیز با سندی مرسل ذکر شده‌اند. شواهدی دیگر همچون تحلیل هاوتینگ بر شایعه‌هایی در خصوص حرم یهودیان -که توسط یهودیان عرب، در این سرزمین شایع شده‌بود- بر ضعف داستان غزال کعبه می‌افزاید. در نهایت، مجید معارف با توجه به مکی بودن آیه اول سوره مسد و مدنی بودن حکم قطع دست سارق، فضای شهر مکه در زمان نزول آیات سوره مسد، مبارزه آشکار و صریح محمد با بت‌پرستی در ابتدای بعثتش و شرایط پذیرش اسباب نزول آیات، دیدگاه اری ربین را بسیار ضعیف ارزیابی می‌کند.

#### نفرین و انتقام در کلام خداوند
در نگاه نخستین این سوره از قرآن به مرد و زنی به‌خصوص از میان مخالفان پیامبر اسلام اختصاص دارد که سراسر طعن و نفرین است. وجود نفرین در سوره و آن هم با مخاطبی خاص و معلوم، محتوا و مضمون این سوره را نسبت به سایر سوره‌های قرآن متفاوت کرده‌است. محمدتقی شریعتی، مفسر شیعه در تفسیر نوین، در تشریح این ویژگی خاص سوره مسد گزارش می‌کند که در قرآن از هیچ‌یک از دشمنان محمد، به نام یاد نشده و نفرین و طعنی به صورت مستقیم و به فرد مشخصی بیان نشده‌است. روش قرآن در اینگونه موارد، بیان اعمال افراد، دسته یا طائقه‌ها است و در پایان اشاره به ستایش یا نکوهش آنان می‌باشد. همچنین به گواه تاریخ، محمد از صبر بالایی برخوردار بوده‌است و در قبال آزار و اذیت دیگران، آنان را می‌بخشید. شریعتی با ذکر این دو وصف، معتقد است که هدف از بیان این صراحت در سوره مسد، انتقام‌جویی و کینه‌توزی نمی‌باشد. وی هدف از این صراحت را، اعلان عمومی دشمنی ابولهب با پیامبر اسلام به تمام قبایل و طوائف عرب می‌داند تا این خویشاوندی در کنار دشمنی، تبلیغی بر علیه اسلام نباشد. ذکر همسرش در کنار او نیز به جهت عاملیت در تحریک ابولهب می‌باشد. با این بیان، فعالیت‌های سوء ابولهب بر علیه اسلام، به حساب دشمنی وی گذاشته می‌شد و ارتباطی به پیوند خویشاوندی نداشت. شریعتی معتقد است که اعلام مساوات و لغو جمیع امتیازات مالی، مقامی و نژادی نسبت به اسلام؛ از دیگر اهداف این صراحت بود. از دیگر دلایل ذکر شده برای این صراحت، عبرت بودن سرنوشت ابولهب برای سایر مشرکان بوده‌است، این گروه با احتمال صراحتی دیگر در قرآن که سبب بدنامی در جزیرة العرب می‌شد، از هرگونه عمل سوء علیه اسلام و پیامبر آن، واهمه داشتند. مؤلف تفسیر نوین با اشاره به یک بیت شعر و بیان روحیات ابولهب، وی را مغروری معرفی می‌کند که نرمی و فروتنی در مقابلش، سبب افزایش سرکشی وی می‌شود.
| چو با سفله، گویی بلطف و خوشی |  | فزون گرددش کبر و گردنکشی |

فخرالدین رازی، مفسر سنی مذهب، در پاسخ به این سؤال که چگونه محمد با وجود رأفت و عطوفت مثال زدنی‌اش، این چنین با عموی خویش رفتار کرده و او را تهدید نموده‌است؛ چند احتمال را مطرح کرده‌است، از جمله اینکه محمد در مورد اذیت و آزارهای ابولهب، به شدت در عذاب و سختی بود و همچنین وی به جهت اتمام حجت با سایر بستگانش و نشان دادن این مسئله که وی با انحراف و کفر در هر جایگاهی که باشد، مقابله خواهد کرد. مفسرین دیگری چون زمخشری، قرطبی، دروزه و فهری، به این تفاوت محتوایی اشاره کرده و در مقام دفاع از کلام خدا، احتجاج‌هایی را بیان کرده‌اند. از جمله این پاسخ‌ها عمومیت مفهوم این سوره و عدم اختصاص به ابولهب است. با این احتجاج، راهی برای استدلال برخی در جهت عدم وجود راهی برای توبه و پذیرش اسلام توسط ابولهب و همسرش با وجود لعن و نفرین خدا در قرآن، باقی نمی‌ماند.

## قرائت
در قرائت سوره، طبرسی، مفسر شیعه در تفسیر مجمع البیان، اختلافی را در قرائت «ابی‌لهب» یاد می‌کند. بر اساس این گزارش، ابن کثیر مکی، «ابی‌لهب» را به سکون «ها» خوانده‌است و دیگر قاریان هفتگانه به فتح قرائت کرده‌اند. به بیان ابوالفتوح رازی، مفسر شیعی قرن ششم و ثعلبی، مفسر اهل سنت، همه قراء به جز مکیان، کلمه «ابی‌لهب» را به فتح «هاء» خوانده‌اند. این اختلاف در «لهب» آیه سوم اختلافی نبوده و همگی قراء اتفاق دارند که «ها» باید به فتح باشد. اختلاف دیگری که طبرسی و رازی متذکر شده‌اند، کلمه «حمالة» در آیه چهارم است که عاصم، حسن بصری، ابن ابی یحیی، ابن محیص و الاعرج آن را به نصب خوانده‌اند و دیگران به رفع قرائت کرده‌اند. طبرسی، در مورد کلمه «حمالة الحطب» و اختلاف آنان می‌نویسد آنان که «حمالة» رفع داده‌اند، کلمه را صفت برای «امراة» دانسته‌اند و این موضوع بر وقوع فعل دلالت دارد. ابوالفتوح رازی و طبرسی، آورده‌اند که ابو رجا عطاردی و اشهب عقیلی، فعل «سیُصلی» را مجهول و به ضم «یا» خواندند اما با این وجود طبرسی آن را از نوادر گزارش کرده‌است. همچنین أشهب این فعل را به ضم «یاء»، فتح «صاد» و تشدید «لام» به صورت «سیُصَلّی» نیز خوانده و ریشه آن را «تَصلِّیه» دانسته‌است. زمخشری، مفسر سنی مذهب در تفسیر کشاف، اختلافی دیگر را در کلمه «ابی‌لهب» گزارش می‌کند که بر آن اساس برخی از قراء، این کنیه را به «ابولهب» قرائت کرده‌اند. زمخشری همچنین عبارت «و تب» در آیه اول را بنابر قرائت ابن مسعود، «و قد تب» گزارش کرده‌است که دلالتی واضح بر خبری بودن آیه دارد. در اختلاف کلمه حمالة الحطب، زمخشری قرائت به نصب حماله را بهتر دانسته و آن را پسندیده‌است. وی همچنین اختلاف دیگری در این کلمه گزارش می‌کند که بر اساس آن برخی از قراء، «حمالة الحطب» را «حمالة للحطب» و با تنوین در نصب یا رفع «حماله» خوانده‌اند. دیگر اختلافی که مورد اشاره زمخشری است، مصغر آورد «امراته» است که به صورت «مریته» قرائت شده‌است.

## تفسیر

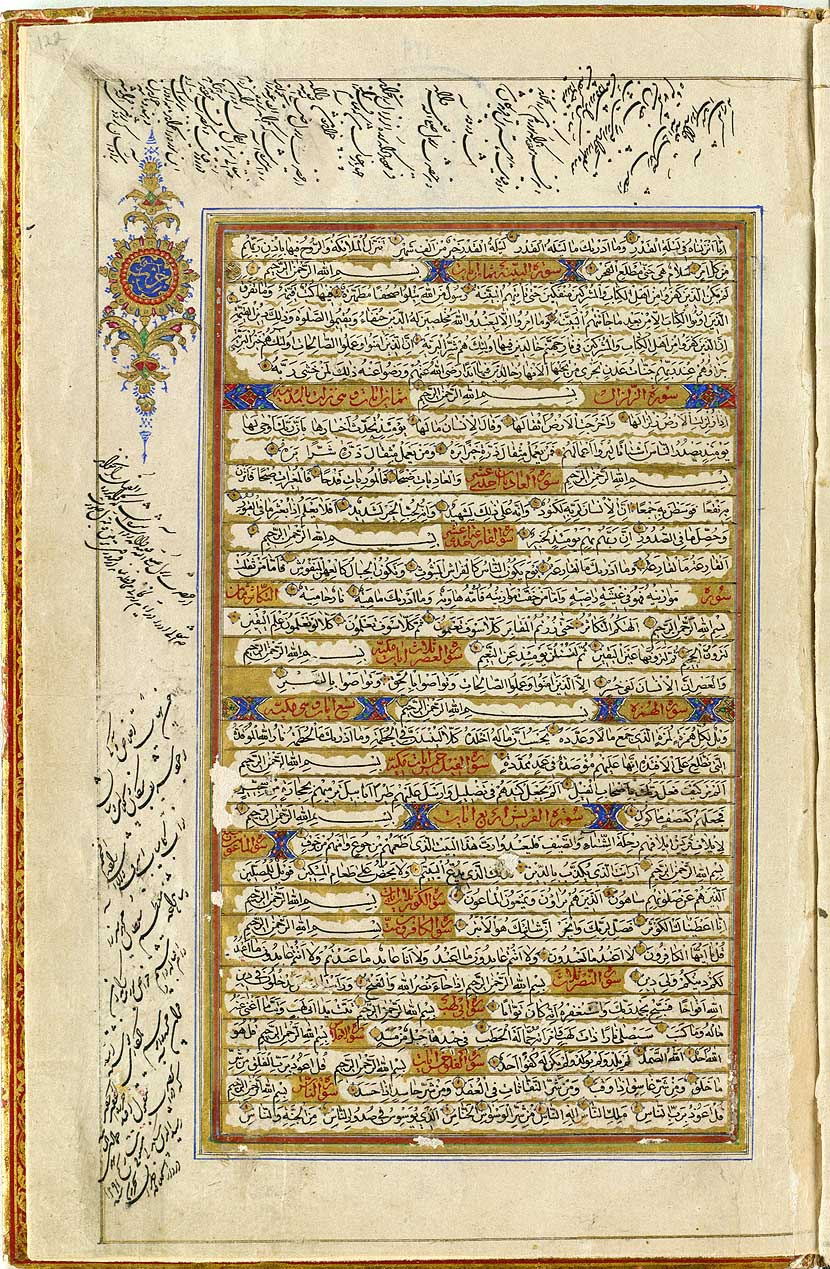
تصویری از قرآنی خطی مربوط به سال ۱۸۷۴ میلادی که «سوره مسد» در آن با نام «ابی‌لهب» نشانه‌گذاری شده‌است.

بنابر گفتهٔ مکارم شیرازی، مفسر شیعه، مسد از سوره‌هایی است که در ابتدای دعوت آشکار محمد نازل شده‌است و تنها سوره‌ای است که در آن با ذکر نام نسبت به یکی از دشمنان اسلام و محمد اشاره شده‌است که بیانگر دشمنی شدید ابولهب می‌باشد. شیخ طبرسی، مفسر شیعی، به ارتباط این سوره با سوره قبلی خود — سوره فتح — اشاره‌ای دارد که در سوره قبل، خدا به محمد وعده فتح را می‌دهد؛ و در سوره مسد، یکی از مصادیق فتح، یعنی شکست ابولهب را محقق می‌سازد. فخر رازی، مفسر سنی مذهب، از ارتباطی بین سوره‌های قرآن در انتقال مفاهیم یاد می‌کند و سوره مسد را در ارتباط با سوره‌های نصر و کافرون می‌داند. بر اساس این تفسیر معنایی، خداوند در سوره کافرون از معایب شرک سخن می‌گوید و در سوره نصر در پاسخ به این سؤال تقدیری که جزای مؤمنان چیست، نصر و پیروزی را به آنان وعده می‌دهد و در پاسخ به سؤال تقدیری دیگر که جزاء مشرکان چیست، سوره تبت را در مقام بیان وعیدهای خویش، بیان می‌دارد.

### آیه اول
جوهری، لغت‌شناس اهل سنت، «تب» و «تبت» را به معنای خسران و هلاکت معنا کرده‌است. راغب اصفهانی، دیگر لغت‌شناس اهل سنت نیز این کلمه را به معنای دوام خسران ذکر کرده‌است و برخی معانی دیگری چون ناامیدی، ضرر و تهی دستی از هرآنچه خیر است نیز برای این کلمه ذکر کرده‌اند. طباطبائی، مفسر شیعه، دربارهٔ معنای «ید» در آیه معتقد است که کلمه «ید»، به معنای واقعی آن — یعنی دست — به کار برده نشده‌است و کنایه از قدرت آدمی است. وی در تشریح وجه این کنایه می‌نویسد: «دست در انسان عضوی است که مقاصدش به وسیله آن انجام می‌شود، و بیشتر کارهای آدمی را به دست او نسبت می‌دهند.» با این توضیح معنای عبارت «تبت یدا ابی‌لهب» نفرینی به هلاکت ابولهب و بطلان و بی‌اثر شدن توطئه‌های وی برای مبارزه با نبوت محمد است.
ابن عاشور، مفسر سنی مذهب تونسی، شروع سوره با کلمه «تبت» را مورد بررسی قرار داده و علت آن را نزول این سوره برای توبیخ و وعید (وعده عذاب) دانسته‌است. وی همچنین از تعبیر دست در آیه را به جهت نزول آیه مربوط دانسته‌است؛ وی، با بیان ماجرای نزول آیه و توهین‌های ابولهب به محمد، در نهایت ابولهب با برداشتن سنگی، قصد پرتاب آن به سمت محمد را داشته‌است. فراء، مفسر اهل سنت، نیز معتقد است که «تبت» در ابتدای آیه، اشاره به نفرین الهی دارد ولی «تب» در انتهای آیه، اشاره به تحقق و خبری است از خداوند به این بیان که ابتدا او را مورد نفرین قرار داده، سپس خبر از تحقق این نفرین می‌دهد. این در حالی است که طبرسی به نقل از منبعی نامعین، معنای هر دو «تبت» در آیه را خبر از جانب خدا گزارش کرده‌است که در این صورت معنای آیه چنین می‌شد: «دستان ابولهب تا به امروز، تحصیل و کسب خیر نکرده‌است».

### آیه دوم
کلمه «ما» ابتدای آیه، نافیه (به معنای نه) بوده و «ما» دوم، یا موصوله است که معنای آن «آنچه با اعمالش به دست آورده» خواهد بود؛ یا آنکه مصدریه است و معنای آن «کسب کردنش» خواهد بود و مراد از معنای دوم، کسب کردن به دست خود او که کنایه از اعمالش می‌باشد است. طبرسی و فخر رازی احتمال داده‌اند که «ما» ابتدای آیه، استفهام انکاری و محلا منصوب باشد. عبدالله بن مسعود از صحابه محمد، آورده‌است که وقتی محمد، ابولهب را دعوت به اسلام کرده و برای او از عذاب‌های قیامت گفته‌است؛ ابولهب خطاب به محمد گفت: «اگر آنچه تو می‌گویی حقیقت داشته باشد، من دوزخ خویش را به مال خواهم خرید.»

### آیه سوم
نکره و بدون الف و لام آوردن کلمه «نار» در آیه، به جهت عظمت و هولناکی عذاب مورد نظر آیه است؛ بر این اساس منظور از آتش موجود در آیه، عذاب اخروی و جهنم است. طبرسی، مفسر شیعی این آیه را یکی از خبرهای غیبی قرآن می‌داند و آن را به عنوان معجزه یاد می‌کند. بر اساس این اعتقاد، خداوند در این آیه، از مرگ ابولهب در حال کفر به محمد خبر می‌دهد و این خبر، سال‌ها بعد محقق می‌شود. ابن کثیر، مفسر سنی مذهب، آیه را یکی از دلایل در اثبات نبوت محمد دانسته و با تأکید بر اینکه ابولهب و همسرش، می‌توانستند با ایمانی ظاهری، اشتباه در کلام محمد را به رخ او بکشند، آن را دلیلی قوی ذکر می‌کند. وی، جمعی دیگر از علماء تفسیر را یاد می‌کند که این آیه را دلیلی بر حقانیت نبوت محمد به عنوان خبری غیبی دانسته‌اند. فخر رازی، مفسر سنی مذهب، به خبر غیبی بودن این آیه اشاره داشته و آن را از سه جهت مورد بررسی قرار داده‌است: اول خبر آیه از خسران و هلاکت ابولهب که این اتفاق در آینده رخ داد. دوم خبر آیه از عدم انتفاع از مال و فرزند ابولهب که این نیز در آینده محقق شد. سوم خبر آیه از جهنمی بودن وی، که این نیز با مرگ او در کفر به وقوع پیوست.

### آیه چهارم
این آیه به ضمیر فاعلی در آیه قبل عطف شده و معنای آن چنین است: «سیصلی ابولهب و سیصلی امراته» است. کلمه «حمالة» در این آیه به فتح خوانده می‌شود و علتش، خروج از وصفیت و قرار گرفتن به جای موصوف است. این کار برای مذمت موصوف صورت گرفته‌است. برخی معتقد هستند که «حمالة» به جهت حال بودن برای کلمه «امراة» به فتح خوانده می‌شود. همسر ابولهب، ام جمیل دختر حرب و خواهر ابوسفیان بوده‌است که نامش را عوراء (یا أروَی و همچنین عواء) و ام جهل نیز گفته‌اند. اما بانو امین، مفسر شیعه، وی را دختر ابوسفیان معرفی می‌کند. ام جمیل شاعر بوده و نسبت به محمد دشمنی شدیدی داشته‌است و نسبت به محمد، سخن‌چینی و نمامی می‌کرد و آتش فتنه را روشن می‌کرد. در منابع دیگری نیز از سخن‌چین به هیزم‌کش تعبیر شده‌است. طبرسی، مفسر شیعی در تشریح ضرب‌المثل هیزم‌کشی برای سخن‌چین می‌نویسد: «وقتی عرب می‌گوید: فلان یحطب علی فلان، فلانی بر ضرر فلانی هیزم می‌کشد منظور این است که وی از او بدگویی کند.» همچنین آورده‌اند که وجه تشبیه هیزم و سخن‌چینی در این است که با هیزم آتش افروزند و با سخن‌چینی عداوت افروخته شود. سعدی در شعر فارسی آورده‌است:
| میان دو کس جنگ چون آتش است |  | سخن چین بدبخت هیزم کش است |

طبق آنچه در نهج البلاغه آمده‌است، علی بن ابی‌طالب خطاب به معاویه می‌گوید: «منا خیر نساء العالمین و منکم حماله الحطب»؛ بهترین زنان عالم از ماست و حمل کننده هیزم آتش از شما. ابن جریر، مفسر سنی مذهب، منظور دیگری را نیز برای عبارت «حمالة الحطب» احتمال داده و شرح می‌دهد که ام جمیل به جهت فقر محمد و اینکه خودش بشخصه هیزم‌هایش را به دوش می‌کشید، وی را تمسخر کرده و آیه در صدد دفاع از محمد و نفرین به حق ام جمیل، از عذاب هیزم‌کشی جهنم یاد کرده‌است. اما ابن کثیر معتقد است که این دیدگاه، اعتبار چندانی ندارد. فخر رازی و بیضاوی، مفسران سنی مذهب، نیز احتمال دیگری را در تشریح این آیه و توصیف ام جمیل با وجود آنکه شخصیت ثروتمندی بوده‌است، اما خود بشخصه خار و خاشاک را برای آزار و اذیت محمد جمع می‌نمود و بر سر راه او قرار می‌داد. همچنین فخر رازی به تفسیر دیگری نیز اشاره دارد که شاید منظور از حطب، بت‌های مورد پرستش ام جمیل و ابولهب بوده که در مبارزه با محمد حمل شده و مورد استفاده قرار گرفته‌است.

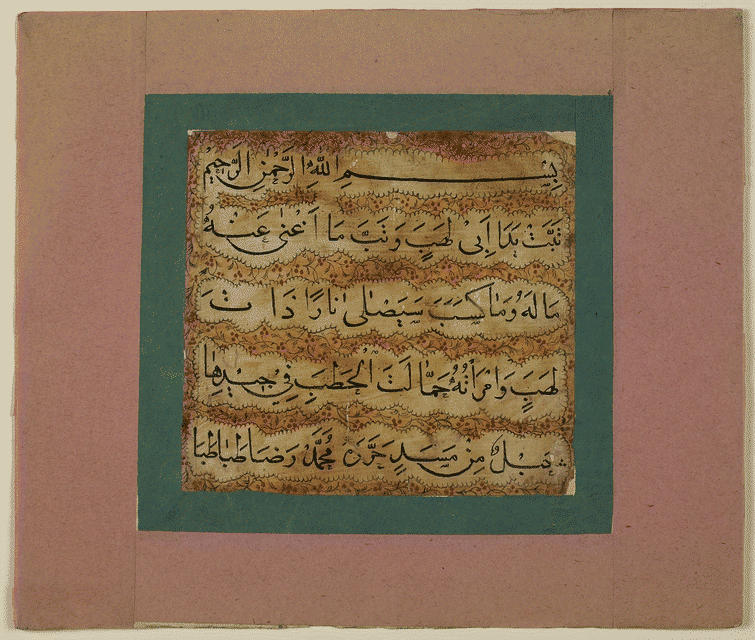
خوشنویسی سوره مسد به خط محمدرضا طباطبائی به خط نسخ (حدود قرن ۱۹ میلادی)

طباطبائی مفسر شیعی، ذیل همین آیه و در موضوع جبر و اختیار انسان‌ها، سؤالی را مطرح می‌کند که آیا این نفرین، سبب نمی‌شد تا ابولهب، اگر بخواهد نیز نتواند ایمان آورده؟ وی در پاسخ این سؤال می‌نویسد که تعلق قضای حتمی خداوند به افعال اختیاری انسان، به اختیار انسان لطمه‌ای نمی‌زند و اراده و قضای الهی تعلق گرفته‌است به فعل اختیاری انسان به آن جهت که اختیاری است؛ با این حساب اگر بگوییم اراده ابولهب اگر به ایمان هم باشد همچنان نتواند مؤمن شود، پس پذیرفته‌ایم که اراده خدا نسبت به مرادش — که فعل اختیاری انسان‌هاست — تخلف پذیرفته و این محال است؛ بنابراین ابولهب می‌توانسته از آتش رها شده و ایمان بیاورد، اما به خواست و اراده خویش نخواسته و همین سبب شد تا نفرین و تهدید الهی تحقق یابد.

### آیه پنجم
«مسد» به معنای طنابی است که از لیف خرما بافته شده باشد و جمع آن «امساد» است. معنای دیگر کلمه «مسد»، زنجیر آهنی است؛ که احتمالاً کنایه‌ای به زیورآلات فراوان همسر ابولهب دارد. زجاج، لغت‌شناس مصری دربارهٔ لغت مسد معتقد است که این کلمه، اشاره به همان زنجیر آهنی دارد که در آیه ۳۲ سوره حاقه مورد اشاره قرار گرفته‌است. همچنین آورده‌اند که ام جمیل گردنبند گران‌قیمتی داشت که سوگند یاد کرد آن را در راه مبارزه با محمد صرف کند و مسد به عنوان زنجیری آهنی و عذاب اخروی وی بابت این گناه او بوده‌است. اما در تشریح معنای اول از «مسد»، آورده‌اند که همسر ابولهب، برای آزار محمد، شبانه بوته‌های خار و خاشاک را جمع‌آوری کرده و با طنابی بسته و به پشت خود حمل می‌کرد و آنها را بر سر راه محمد می‌ریخت تا وی را به سختی دچار کند. آیه آخر سوره مسد نیز به همین مسئله اشاره داشته و عقاب اخروی‌اش را نیز، تمثیلی از رفتار دنیوی وی بیان کرده‌است. برخی تعبیر قرآن از «مسد» برای عذاب اخروی وی را، به جهت زبری لیف خرما و سنگینی آن است. در بین مفسران اهل سنت، عروة بن زبیر، ثوری و مجاهد؛ «مسد» را به زنجیر آهنی و عذاب اخروی ام جمیل معنا و تفسیر کرده‌اند.

## فصاحت و بلاغت
سوره مسد، از لحاظ قالب محتوایی، با سوره هُمَزَه همخوانی مشابهی دارد به گونه‌ای که آیات هر دو سوره با هم و به ترتیب متناظر و مفسر یکدیگرند. محور موضوعی هر دو سوره نیز بیان فرجام دشمنان پیامبران و مصلحان است. سوره مسد، با قرار گرفتن بین دو سوره نصر و اخلاص، و با بیان امدادهای غیبی، به نوعی پشتوانه مضامین سوره نصر می‌باشد. این سوره از نخستین سوره‌های قرآن است که در سده اخیر به جهت هماهنگی لفظ، مفاد و اسلوب اعجازآمیز بیان قرآن، توجه محققان قرآنی را به خود جلب کرده‌است. بر این اساس، ضرباهنگ کلمات هر یک از آیات با صداهایی که مضامین آیات در ذهن تداعی می‌کنند، همخوانی خواهد داشت. تصویرپردازی با حروف و کلمات و با استفاده از محدودترین الفاظ از ویژگی‌های بلاغی این سوره محسوب می‌شود.

## تجزیه و ترکیب
| شماره آیه | متن آیه                                        | تجزیه و ترکیب |
| ۱         | ﴿بِسمِ الله الرَّحمنِ الرَّحیمِ، تَبَّت یَدَا أَبی لَهَبٍ وَ تَب﴾ | بِسمِ جار و مجرور، الله مضافٌ‌الیه و فعلی و فاعل پس از آن محذوف است. الرَّحمنِ نعت برای الله، الرَّحیمِ نعت برای الله، تَبَّت فعل ماضی مبنی بر فتح از ماده ت‌ب‌ب که تاء انتهای آن تانیث است. یَدَا فاعل، أَبی مضافٌ‌الیه، لَهَبٍ مضافٌ‌الیه، وَ عاطفه، تَب فعل ماضی مبنی بر فتح، فاعلش هو مستتر در فعل. |
| ۲         | ﴿مَا أَغْنی عَنْهُ مَالُهُ وَ مَا کسب﴾                    | مَا حرف نفی، أَغْنی فعل ماضی مبنی بر ضم، عَنْهُ جار و مجرور، مَالُهُ فاعل که اضافه شده‌است به هاء که راجع است به ابولهب. وَ عاطفه، مَا حرف مصدری، کسب فعل ماضی مبنی بر فتح که فاعل آن هو مستتر است.                                                                                      |
| ۳         | ﴿سیَصلی نَاراً ذَات لهَبٍ﴾                           | سیَصلی متشکل از حرف س که برای استقبال است و فعل مضارع یصلی که مرفوع بر ضمه ظاهری است. فاعل آن هو مستتر است. نَاراً مفعول‌به، ذَات نعت، لهَبٍ مضافٌ‌الیه |
| ۴         | ﴿وَ امْرَأَتُهُ حَمَّالَةَ الْحَطبِ﴾                         | وَ عاطفه، امْرَأَتُهُ عطف به هو مستتر در فعل سیصلی، و هاء مضافٌ‌الیه است. فعل و فاعل بعد بعد از آن محذوف است. حَمَّالَةَ مفعول به فعل محذوف، الْحَطبِ مضافٌ‌الیه |
| ۵         | ﴿فی جِیدِهَا حَبْلٌ مِّن مَّسدِ﴾                          | فی حرف جر، جِیدِهَا مجرور و هاء مضافٌ‌الیه، خبر مقدم پس از آن محذوف، حَبْلٌ مبتدای مؤخر، مِّن حرف جر، مَّسدِ مجرور. |

## یادداشت
1. ↑  برخی از محققان شیعه مانند سید جعفر مرتضی عاملی، فاطمه زهرا را تنها دختر محمد دانسته و الباقی دختران منسوب به وی را دختران هاله -خواهر خدیجه- گزارش کرده‌اند. (رک: مرتضی عاملی، الصحیح فی السیرة، ۲:‎ ۱۲۱–۱۲۳.)